# Wicekrólowie Sycylii
Wicekrólowie Sycylii

## Rządy aragońskie 1409-1516
- Jan Aragoński, książę Peñafiel, potem Jan II Aragoński 1416
- Domingo Ram y Lanaja, biskup Léridy 1416-1419
- Antonio de Cardona 1419-1421 (1 raz)
- Giovanni de Podio 1421-1422
- Niccolò Speciale 1423-1424 (1 raz)
- Peter, infant Aragoński 1424-1425
- Niccolò Speciale 1425-1432 (2 raz)
- Pedro Felice 1432-1433
- bezpośrednie rządy króla Alfonsa V 1433-1435
- Ruggero Paruta 1435-1439
- Bernardo de Requesens 1439-1440 (1 raz)
- Gilberto Centelles 1440-1441
- Raimundo Perellós 1441-1443
- Lope Ximénez de Urrea 1443-1459 (1 raz)
- Juan de Moncayo 1459-1463
- Bernardo de Requesens 1463-1465 (2 raz)
- Lope Ximénez de Urrea 1465-1475 (2 raz)
- Guillermo Pujades 1475-1477
- Juan Ramón Folch de Cardona, hrabia Pradés 1477-1479
- Gaspar de Espes 1479-1489
- Fernando de Acuña 1489-1495
- Juan de Lanuza 1495-1507
- Ramón de Cardona, Count of Albento 1507-1509
- Hugo de Moncada 1509-1517

## Rządy hiszpańskie 1516-1713
- Ettore Pignatelli, książę Monteleone 1517-1534
- Simone Ventimiglia, markiz Gerace 1534-1535 Interim
- Ferrante Gonzaga, książę Molfetta 1535-1546
- Ambrogio Santapace, markiz Licodia 1546-1547 Interim
- Juan de Vega, pan na Grajal 1547-1557
- Juan de la Cerda y Silva, książę Medinaceli 1557-1564
- García de Toledo y Osorio, markiz Villafranca del Bierzo 1564-1566
- Carlos de Aragón, książę Terranova 1566-1568 Interim  (1st term)
- Fernando Francesco d'Ávalos, markiz Pescara 1568-1571
- Giuseppe Francesco Landriano, hrabia Landriano 1571 Interim
- Carlos de Aragón, książę Terranova 1571-1577 Interim (2nd term)
- Marcantonio Colonna, książę Paliano 1577-1584
- Juan Alfonso Bisbal, hrabia Briático 1584-1585 Interim
- Diego Enríquez de Guzmán, hrabia Alba de Liste 1585-1592
- Enrique de Guzmán,hrabia Olivares 1592-1595
- Giovanni Ventimiglia, markiz Gerace 1595-1598 Interim (1st term)
- Bernardino de Cárdenas y Portugal, książę Maqueda 1598-1601
- Jorge de Cárdenas, markiz Elche 1601-1602 Interim
- Lorenzo Suárez de Figueroa y Córdoba, książę Feria 1602-1606
- Giovanni Ventimiglia, markiz Gerace 1606-1607 Interim (2nd term)
- Juan Fernández Pacheco, książę Escalona 1607-1610
- Giovanni Doria, kardynał 1610-1611 Interim (1st term)
- Pedro Téllez-Girón, 3. książę Osuna,  1611-1616
- Francisco Ruiz de Castro  1616-1622
- Filibert Sabaudzki 1622-1624
- Giovanni Doria, kardynał 1624-1626 (2nd term)
- Antonio Pimentel y Toledo, markiz Tavora 1626-1627
- Enrique Pimentel, hrabia Villada 1627
- Francisco de la Cueva, książę Albuquerque 1627-1632
- Fernando Afán de Ribera y Enríquez, książę Alcalá 1632-1635
- Luis de Moncada, książę Montalvo 1635-1639 Interim
- Francisco de Melo, markiz Villanueva 1639-1641
- Juan Alfonso Enríquez de Cabrera 1641-1644
- Pedro Fajardo Requesens y Zúñiga, markiz de los Vélez 1644-1647
- Vicente de Guzmán, markiz Montealegre 1647 Interim
- Teodoro Trivulzio, Cardinal 1647-1649
- Juan José de Austria 1649-1651
- Rodrigo de Mendoza, książę Infantado 1651-1655
- Juan Téllez-Girón, książę Osuna 1655-1656
- Martín de Redín 1656-1657
- Pedro Rubeo 1657-1660 Interim
- Fernando de Ayala, hrabia Ayala 1660-1663
- Francesco Caetani, książę Sermoneta 1663-1667

### Władca zwierzchni: 1669 – 1700Karol II Habsburg, król Hiszpanii
- 1667 – Francisco Fernández de la Cueva, 8. książę Alburquerque
- 1670 – Claudio Lamoraldo, książę di Ligny
- 1674 – Francesco Bazan Bonavides, markiz di Baiona
- 1674 – Federico Toledo e Osorio, markiz di Villafranca
- 1676 – Aniello Gusman, markiz di Castel Roderigo
- 1677 –  Eleonora di Mora, markiza di Castel Roderigo
- 1677 – Ludovico Fernandez Portocarrero arcybiskup Toledo
- 1678 – Vincenzo Gonzaga, książę Mantui
- 1679 – Francesco Bonavides, hrabia di Santo Stefano
- 1687 – Juan Francisco Pacheco, książę de Uceda
- 1696 – Pietro Colonna, książę di Veraguas

### Władca zwierzchni: 1700 – 1713Filip V Burbon, król Hiszpanii
- 1701 – Juan Manuel Fernández Pacheco
- 1702 – kardynał Francesco Del Giudice
- 1705 – Isidoro De La Cueva y Bonavides, markiz di Bedmar
- 1707 – Carlo Antonio Spinola e Colonna, markiz di Balbases

## Władca zwierzchni: 1713 – 1720Wiktor Amadeusz II, książę Sabaudii
- 1714 – Annibale Maffei
- 1718 – Giovan Francesco di Bette markiz di Lede (hiszpański okupant wyspy)
- 1719 – Niccolò Pignatelli, książę di Monteleone (przedstawiciel Austrii)

## Władca zwierzchni:  1720 – 1734 cesarzKarol VI Habsburg
- 1722 – Joaquín Fernández de Portocarrero
- 1728 – Cristoforo Fernandez De Cordoba, hrabia di Sastago

## Władca zwierzchni:  1734 – 1759Karol III Hiszpański, jako władca Neapolu
- 1734 – Giuseppe Cartillo Albornoz, hrabia di Moontemar
- 1737 – Bartolomeo Corsini, książę di Gismano
- 1747 – Eustachio, książę di Laviefuille
- 1755 – Giovanni Fogliani Aragona, markiz di Pellegrino

presidenti del regno (urząd istniejący od  1734)
- 1734 – Hrabia di Marsigliac
- 1735 – Pietro De Castro Figueroa, markiz di Grazia Reale
- 1754 – hrabia Giuseppe Grimau
- 1755 – Marcello Papiniano Cusani, arcybiskup Palermo

## Władca zwierzchni:  1759 – 1816Ferdynand I Burbon-Sycylijski
- 1775 – Marc'Antonio Colonna, książę Stigliano
- 1781 – Domenico Caracciolo
- 1786 – Francesco D’Aquino di Caramanico
- 1794 Francesco D’Aquino di Caramanico (ponownie)
- 1798 – Tommaso Ferrao, książę di Luzzi

presidenti del regno (od 1768)
- 1768 – Egidio Pietrasanta, książę di San Pietro; (podczas nieobecności wicekróla Fogliani)
- 1774 – Serafino Filangieri arcybiskup Palermo
- 1778 – Antonio De Cordada y Brù; (podczas nieobecności wicekróla Colonna)
- 1784 – Francesco Ferdinando Sanseverino arcybiskup Palermo i Monreale; (podczas nieobecności wicekróla Caracciolo)
- 1786 – Gioacchino Fons de Viela, (generale delle armi – dowódca armii na Sycylii).
- 1794/95 – Filippo Lopez y Rojo arcybiskup Palermo i Monreale
- 1802 – Domenico Pignatelli, arcybiskup Palermo i Monreale
- 1803 – G. B. Asmundo Paternò
- 1806 – Alessandro Filangieri, książę Cutò
- 1812 i 1814 – Francesco di Borbone, książę Calabria
- 1816 – Niccolò Filangieri, książę Cutò